# 200 (Stargate SG-1)
"200" es el sexto episodio de la décima temporada de la serie de televisión Stargate SG-1, y el número 200 de toda la serie. Se trata del primer capítulo en el que aparece el miembro original del SG-1, Jack O'Neill (Richard Dean Anderson), desde el episodio de la novena temporada "Origin". El episodio ganó el premio Constellation de 2007 en la categoría de Mejor película o guion de ciencia ficción de 2006, y fue nominado para el premio Hugo de 2007 en la categoría de «Mejor presentación dramática, versión breve».
A diferencia del tono más serio de la historia global de la temporada, "200" es una ligera parodia tanto de Stargate SG-1 como de otras series de ciencia ficción, y de películas como El Mago de Oz. Recibió una media de audiencia de 1,9 puntos, siendo uno de los pocos episodios de la temporada que sobrepasaron la media de audiencia de la temporada anterior. "200" también recibió elogios de forma casi universal por su humor y su guion. A pesar de su espectacular rendimiento, poco después de su emisión, el canal Sci Fi anunció que la serie no sería renovada por una temporada más.

## Argumento
Martin Lloyd (Willie Garson), un extraterrestre reconvertido en escritor, vuelve al Comando Stargate para pedir la ayuda del equipo del SG-1 con su guion para la adaptación al cine de su serie de televisión Wormhole X-Treme, mencionada con anterioridad en el episodio "Wormhole X-Treme!". El equipo tiene muchas reticencias, especialmente el coronel Cameron Mitchell (Ben Browder), quien tiene muchas ganas de ir a una misión en otro planeta, ya que su próximo viaje será el número 200 que haga a través del Stargate. Sin embargo, problemas técnicos impiden al equipo del SG-1 partir a la misión, y no les queda más remedio que colaborar con Martin bajo las órdenes del general Landry (Beau Bridges), ya que el Pentágono cree que una película de ciencia ficción exitosa sobre los viajes intergalácticos a través de los agujeros de gusano serviría como una buena tapadera para mantener el verdadero Programa Stargate en secreto. 
No obstante, la sesión rápidamente degenera al comentar cada uno de los miembros del equipo sus propias versiones de lo que es una película de éxito de ciencia ficción, incluyendo una invasión zombi (cortesía de Mitchell), una misión que no se había visto previamente en la que O'Neill se vuelve invisible (de Carter), "tributos" a El Mago de Oz y Farscape (de Vala; la actriz que la interpreta -Claudia Black-, había participado en dicha serie), y Teal'c como un detective privado (por parte del propio Teal'c). También se muestran unas escenas en las que el equipo se imagina una versión "más joven y atrevida" del SG-1 (surgida a raíz de la propuesta del estudio de reemplazar al reparto original de Wormhole X-Treme), una escena sugerida por Martin que resulta ser científicamente inexacta y excesivamente basada en Star Trek, una versión reimaginada de la película original en la que los personajes son marionetas, y una boda imaginaria protagonizada por el regreso del general Jack O'Neill (Richard Dean Anderson).
Finalmente, la sesión de ideas no sirve para nada, ya que el estudio decide cancelar la película en favor de renovar la serie una temporada más. Al final del episodio, la atención se dirige a diez años en el futuro, donde el reparto y el equipo de  Wormhole X-Treme están celebrando su episodio 200 y los planes renovados de hacer una película.

## Producción
El productor ejecutivo Robert C. Cooper señaló que pese al contenido significativamente distinto del episodio, no se tardó más tiempo en rodar "200" – principalmente porque la mayor parte del rodaje tuvo lugar en el set de la sala de conferencias. Por otra parte, fue más caro de lo habitual, debido a las secuencias inusuales. Por ejemplo, las marionetas usadas fueron creadas por Chiodo Bros, quien también hizo las marionetas del Team America: World Police; cada una costó unos 25.000 dólares, y los cables que las manejaban tuvieron que ser reañadidos mediante IGC en la postproducción ya que apenas se veían. Diversos sets existentes fueron reutilizados para la ocasión; por ejemplo, el puente de la nave espacial Dédalo se empleó para hacer una parodia de Star Trek: la serie original, mientras que el set de la producción hermana Stargate Atlantis se empleó como la sala del mago de Oz.

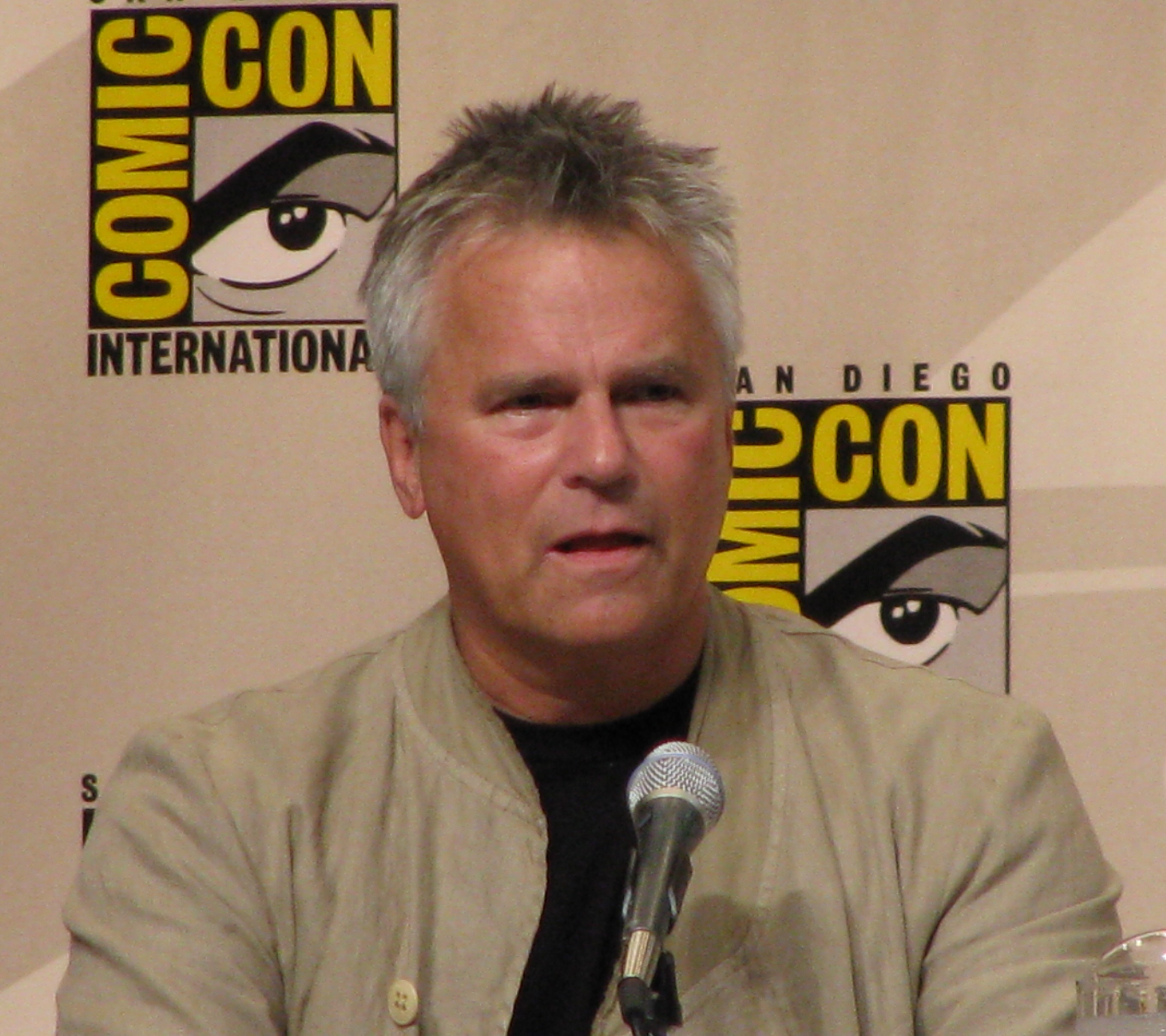
Richard Dean Anderson regresó como invitado especial a la serie gracias a este episodio.

En una entrevista sobre la décima temporada de Stargate, Cooper y Brad Wright dijeron que existía una fina línea que separaba el humor de los episodios habituales del camp. Aunque las bromas sin sentido se suelen limitar en los episodios normales, la línea entre humor y camp se cruza deliberadamente en "200" de manera frecuente. Los productores incluso hablaron de recrear una parte de Blazing Saddles que rompe la cuarta pared, pero no pudieron permitirse los caballos.
Los productores se aseguraron de que el episodio tuviera mucha publicidad, anunciando la posibilidad de que O'Neill, el personaje de Richard Dean Anderson, regresaría para el episodio. Joe Mallozzi, productor ejecutivo de la serie, también dio a entender que los fanes de la serie por fin conocerían a los furlings, una enigmática raza a la que se hace referencia en el episodio de la segunda temporada "The Fifth Race", pero que nunca llegó a verse. A pesar de las descabelladas escenas, muchos de los momentos favoritos de los guionistas no llegaron a la producción debido a problemas de tiempo. Cooper señaló que un sketch de La isla de Gilligan fue quitado del guion.